# Ват Пу
Храм Пу или Ват Пу (лао: ວັດພູ, Wat Phou;са значењем „Храм-планина") је рушевина будистичког Кмерског комплекса у јужном Лаосу, у подножју планине Пу Као, 6 км од реке Меконг у провинцији Чампасак. Сачуване грађевине су изграђене од 11. до 13. века, али је на овом месту био храм још у 5. веку. Храм је јединствена грађевина са светилиштем (линга) где је скулптура бога окупана водом с планинског извора. Касније је ово светиште постало средиште теравада будизма целе регије, све до данас. Због тога је уписано на УНЕСКО-в списак места Светске баштине у Азији и Аустралазији 2001. године, заједно с древним насељима у пределу Чампасака.
Планина Пу Као је одувек имала велики верски значај јер њен облик подсећа на лингу, тј. фалични облик унутар којег је смештана обожавана фигура Шиве. Због тога су је стари Кмери звали Лингапарвата ("Планина линги"). Први историјски помен храма на врху брда, кога чувају војници, доносе „Анали кинеске династије Суи“ који га сматрају старијим од 589. године, дакле време пре кмерског утицаја. Но, већина данашњих сачуваних грађевина у подножју брда датира из 12. века.
Попут других кмерских верских комплекса, ту се налази више грађевина оријентисаних у низу према истоку и повезних дугим плитким базенима, осе дуге 1,4 км од извора потока до подножја литице 100 м ниже. Око 6 км источно од храма, на обали реке Меконг, налазио се древни град Шрестапура, као што се кмерска престоница Ангкор Тхом налазио удаљен од храмског комплекса Ангкор Вата у Камбоџи. С обе стране осовине била је по једна палата (иако њихова улога није јасна) с квадратним двориштем с ходником и улазом према осовини и лажним вратима на источном и западном крају. Обе имају подијуме и греде украшене у кмерском стилу.
На југу се налази мали храм Нандин (Шивин хумак), а према западу води низ степеница до виших тераса између којих су стајале скулптуре митског краља Каматха, легендарног градитеља храма. Врхунац успона су седам спратова тераса који воде до двоструког светилишта. Предњи део од пешчара има ликове Буде, док задњи од црвене цигле има празну лингу. Задњи храм је 60 м дугим каналом био спојен с извором у стени планине.
Ту се налазе и библиотека (у рушевном стању), рељеф светог хинду тројства, те „Будин отисак стопала“ на стени, те оближњи монолити у облику слона и крокодила.
- Доњи део комплекса виђен с врха
- Успон ка светилишту
- Чело светилишта
- Детаљ украса
- Крокодилски монолит